# Северин (имя)
Севери́н — мужское имя латинского происхождения. Происходит от лат. severus — строгий, суровый.

## Известные носители
- Северин Норикский — католический святой
- Северин — папа римский с 28 мая по 2 августа 640
- Аниций Манлий Торкват Северин Боэций — римский государственный деятель, христианский философ
- Краевский, Северин — польский композитор и певец
- Айзенбергер, Северин — польский пианист
- Ганцарчик, Северин — польский футболист
- Потоцкий, Северин Осипович — российский граф польского происхождения, действительный тайный советник, сенатор, попечитель Харьковского Учебного Округа
- Наливайко, Северин — известный казацкий предводитель конца XVI века, руководитель антифеодального крестьянско-казацкого восстания на Украине
- Эккардштайн, Северин фон — немецкий пианист
- Гаццелони, Северино — итальянский флейтист
- Полетто, Северино — итальянский кардинал
- Свенсен, Юхан Северин — норвежский композитор и дирижёр
- Тигерштедт, Северин Северинович — стоматолог, изобретатель шин для иммобилизации челюстных костей

### Сёрен
- Ябек, Сёрен Педерсен — норвежский политический деятель
- Сёренсен, Сёрен Петер Лауриц — датский биохимик
- Абильгор, Сёрен — датский натуралист
- Кройер, Педер Северин — датский живописец
- Кьеркегор, Сёрен — датский философ
- Ларсен, Сёрен — датский футболист
- Лербю, Сёрен — датский футболист
- Растед, Сёрен — датский музыкант